# Thạnh Phước, Giồng Riềng
Thạnh Phước là một xã thuộc huyện Giồng Riềng, tỉnh Kiên Giang, Việt Nam.

## Địa lý
Xã Thạnh Phước có vị trí địa lý:
- Phía đông giáp xã Thạnh Lộc
- Phía tây giáp huyện Tân Hiệp
- Phía nam giáp xã Thạnh Hưng
- Phía bắc giáp thành phố Cần Thơ.

Xã Thạnh Phước có diện tích 39,85 km², dân số năm 2020 là 8.435 người, mật độ dân số đạt 212 người/km².

## Hành chính
Xã Thạnh Phước được chia thành 6 ấp: Thạnh Bền, Thạnh Đông, Thạnh Phong, Thạnh Phú, Thạnh Qưới, Thạnh Vinh.

## Lịch sử
Ngày 10 tháng 10 năm 1981, Hội đồng Bộ trưởng ban hành Quyết định 109-HĐBT về việc chia xã Thạnh Hưng thành bốn xã lấy tên là xã Thạnh Phước, xã Tân Nguyên, xã Hiệp Lộc và xã Thạnh Hưng.
Ngày 31 tháng 5 năm 1991, Ban Tổ chức Chính phủ ban hành Quyết định số 288-TCCP về việc sáp nhập ba xã Thạnh Phước, Tân Nguyên và Hiệp Lộc vào xã Thạnh Hưng.
Ngày 18 tháng 3 năm 1997, Chính phủ ban hành Nghị định số 23-CP về việc thành lập xã Thạnh Phước trên cơ sở 4.483 ha diện tích tự nhiên và 8.980 nhân khẩu của xã Thạnh Hưng.